# Chriton Automobile

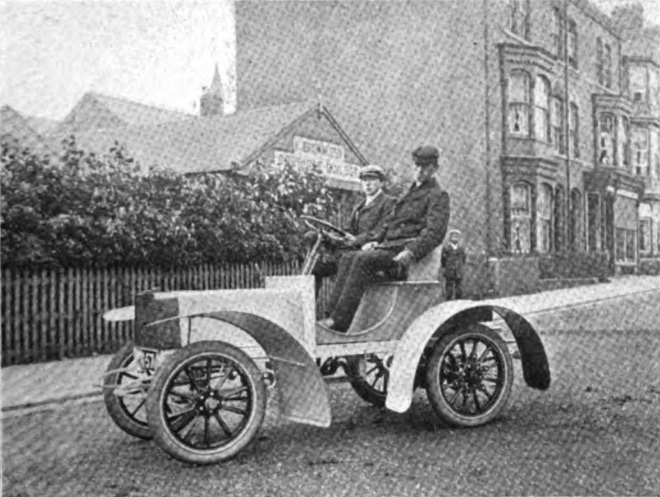
Chriton 10 HP (1904)

Die Chriton Automobile Co. war ein britischer Automobilhersteller, der nur 1904 in Saltburn-by-the-Sea (Yorkshire) ansässig war.

## Beschreibung
Der Kleinwagen Chriton war mit einem Vierzylinder-Reihenmotor ausgestattet, der 10 bhp (7,4 kW) leistete. Die Wagen wurden vor allen Dingen in Yorkshire verkauft.
Ein Fahrzeug nahm an den Light Car Reliability Trials in Herefordshire (GB) vom 29. August bis 3. September 1904 teil.